# Belichtungsreihe

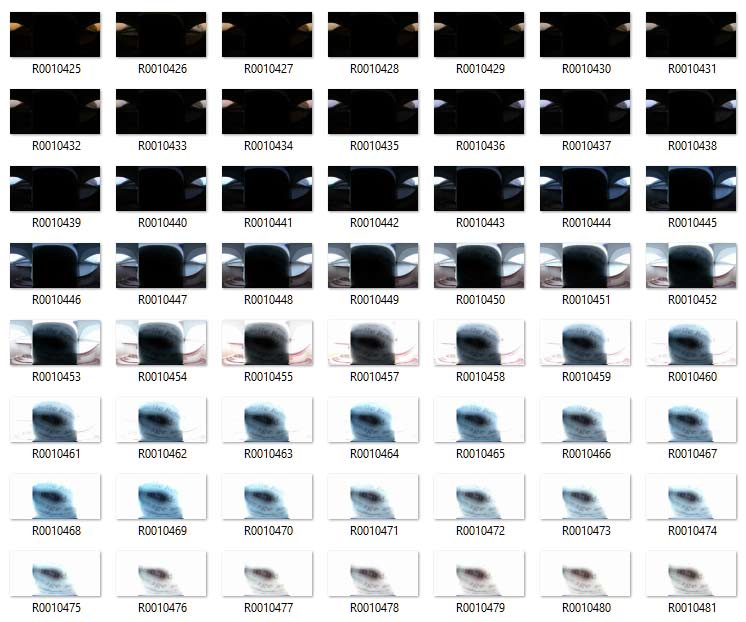
Belichtungsreihe

Unter einer Belichtungsreihe versteht man in der Fotografie eine abgestufte Reihe von Belichtungen, um den Objektumfang einer Vorlage oder eines Motivs möglichst präzise auf den Kopierumfang eines fotografischen Materials zu übertragen bzw. abzustimmen. Dabei wird dasselbe Motiv mehrmals bei unterschiedlichen Belichtungseinstellungen abgebildet (beispielsweise +/− einer halben oder drittel Blendenstufe).
Der englische Begriff  Bracketing  ist breiter gefasst und im Sinne einer Aufnahmeserie unter Variation eines oder mehrerer Aufnahmeparameter zu verstehen, während Kamera und Objekt statisch bleiben. Bei den variierten Parametern kann es sich beispielsweise um diverse Belichtungsparameter, den Weißabgleich, die Empfindlichkeitseinstellung oder die Entfernungseinstellung handeln.
Moderne Kamerasysteme übernehmen derartige Reihenfunktionen teils automatisch (engl. Auto bracketing, Autobracketing). Je nach verändertem Parameter können die Aufnahmen anschließend zusammengeführt werden (Beispiele: HDR, Focus Stacking, s. u.).

## Belichtungsreihe
Belichtungsreihen (engl. Exposure bracketing) können sowohl beim Fotografieren selbst wie auch während des Erstellens von Vergrößerungen im Fotolabor zur Anwendung kommen.
Die Veränderung der Belichtung erfolgt meistens über die Dauer der Belichtungszeit, kann aber auch über die Blendenzahl oder, bei Digitalkameras, über die Veränderung der Empfindlichkeitseinstellung gesteuert werden. Die Abbildung rechts zeigt eine Belichtungsreihe, die durch das natürliche Licht der Morgendämmerung zustande kam.
Moderne Kameras können Belichtungsreihen zu meist drei, fünf oder sieben Bildern automatisch erstellen. Dies wird von den Herstellern in der Regel mit dem englischen Begriff Auto Exposure Bracketing (AEB) bezeichnet.

### Beispiele aus der Praxis

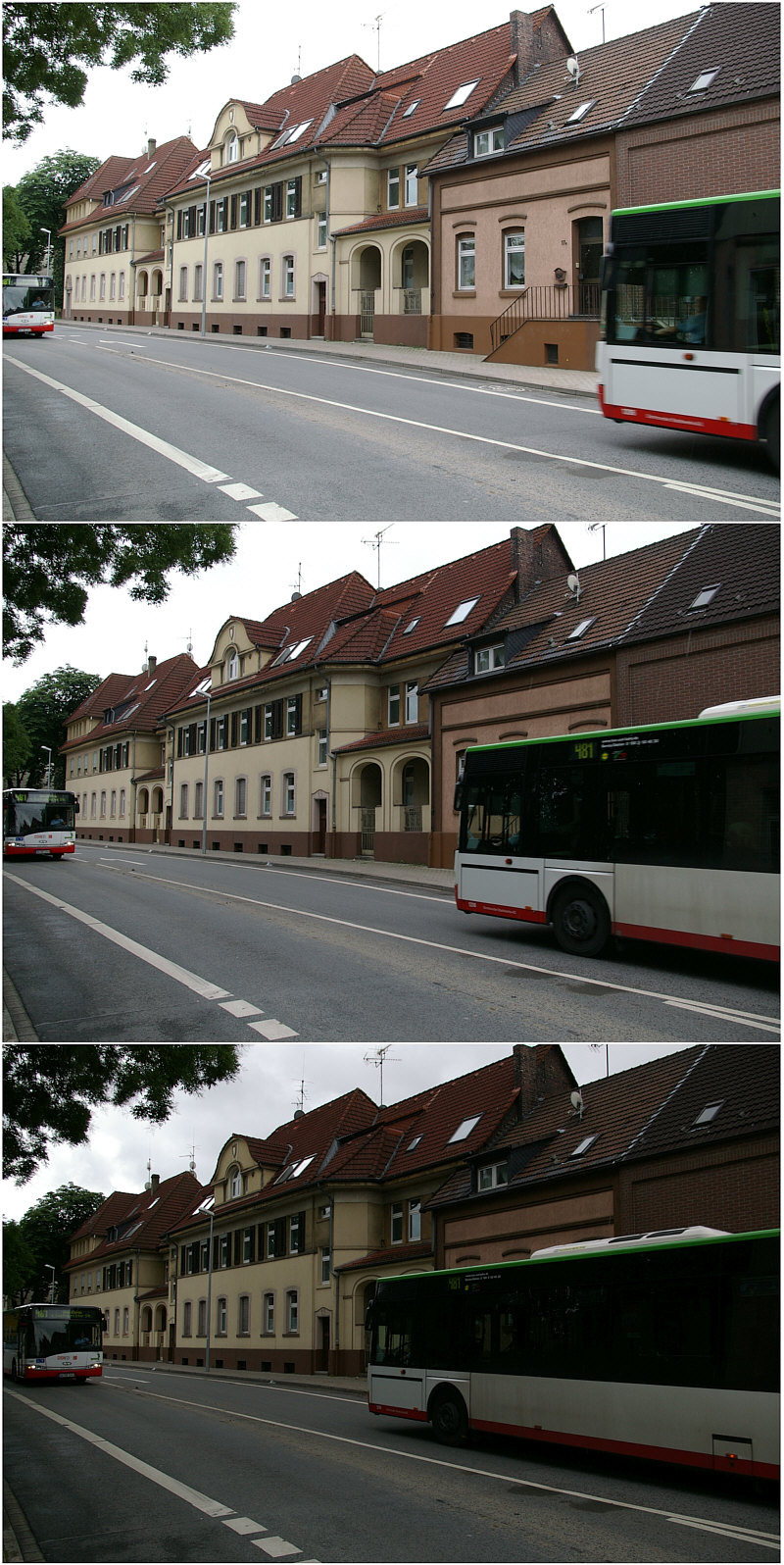
Eine Belichtungsreihe, bei der auf den einzelnen Bildern ein bewegtes Objekt zu sehen ist.

In der Fotografie werden Belichtungsreihen eingesetzt, wenn es sich um ein Motiv mit einem sehr hohen Dynamikumfang handelt. Eine Belichtungsreihe in Kombination mit geeigneter Software zum Zusammenführen der Einzelaufnahmen kann in solchen Fällen helfen, einen hohen Dynamikumfang eines Objektes umfassend wiederzugeben. Dabei wird von dem (unbewegten) Motiv eine Belichtungsreihe so erstellt, dass jeder Bereich des Motivs auf mindestens einem der Bilder in der Reihe gut belichtet wird. Anschließend kann vom Kameraprozessor oder am Computer aus den einzelnen Bildern ein HDR-Bild erstellt werden, das einen großen Dynamikumfang abbildet (siehe HDRI-Erzeugung aus Belichtungsreihen).
Im klassischen Fotolabor werden Belichtungsreihen unter anderem in Form von Probestreifen genutzt und ausgewertet. Belichtungsreihen sind sowohl kameraseitig während der Aufnahme als auch später bei der Positiventwicklung möglich. Diafilme verfügen über einen geringeren Belichtungsspielraum als Negativfilme; sie müssen daher präziser belichtet werden, und im Zweifelsfall empfiehlt sich bei hohem Kontrastumfang des Objektes eine Belichtungsreihe. Bei Nachtaufnahmen auf herkömmlichen Filmen kann die genaue Belichtungszeit wegen des Schwarzschildeffekts unter Umständen nicht genau ermittelt werden. Auch hier kann man durch Ausprobieren mittels einer Belichtungsreihe ein brauchbares Ergebnis erreichen.
In der Reprofotografie werden Belichtungsreihen erstellt, um mindestens eine Reproduktion zu erhalten, die dem Original möglichst exakt entspricht. Dies ist notwendig, weil zum einen die Belichtungsmessung aufgrund von Faktoren wie der Auszugsverlängerung oder gegebenenfalls eingesetzten Filtern nicht immer zu genauen Ergebnissen führt, zum anderen, weil die häufig eingesetzten Reprofilme extrem hart arbeiten.

## Blitzbelichtungsreihe
Unter einer Blitzbelichtungsreihe, engl. Flash Exposure Bracketing (kurz FEB) versteht man Abstufungen hinsichtlich der Blitzbelichtungsintensität. Ähnlich wie bei der Belichtungszeit lassen sich an höherwertigen Kameras und Blitzgeräten Korrekturen vornehmen.

## Weißabgleich-Reihenaufnahme
Einige Digitalkameras verfügen über die Funktion einer Weißabgleich-Reihenaufnahme. Hierbei werden unter Beibehaltung der gleichen Belichtungszeit mehrere Aufnahmen mit einem Abgleich auf unterschiedliche Farbtemperaturen aufgenommen. Der englische Ausdruck dafür ist White Balance Bracketing (kurz WBB).

## Empfindlichkeits-Reihenaufnahme
Engl. ISO bracketing. Belichtungszeit und Blende bleiben konstant, während die Empfindlichkeitseinstellung von Aufnahme zu Aufnahme variiert wird.

## Entfernungseinstellungs-Reihenaufnahme
Engl. Focus bracketing. Die Belichtungsparameter (Belichtungszeit, -Blende, Empfindlichkeitseinstellung (ISO-Wert)) bleiben konstant, während die Entfernungseinstellung manuell oder vom Kamerasystem nach vorgegebenen Parametern automatisch variiert wird. Eine solche Reihe an Aufnahmen kann z. B. für das Focus stacking eingesetzt werden.